# Instanță
O instanță este o instituție cu autoritatea de a soluționa litigiile juridice dintre părți și de a administra justiția în materie civilă, penală și administrativă în conformitate cu statul de drept. Autoritatea practică acordată instanței este cunoscută sub denumirea de competența sa, care descrie competența instanței de a decide anumite tipuri de întrebări sau petiții care îi sunt adresate. 
Există diferite tipuri de instanțe: instanțe de judecată, instanțe de apel, instanțe administrative, instanțe internaționale și tribunale.
Instanțele sunt formate din judecători și alți funcționari judiciari. Acestea sunt stabilite și dizolvate prin legislația adoptată de o legislatură sau instituite prin constituție sau printr-un act constitutiv echivalent.

## Sisteme de drept
Dreptul civil este bine consacrat în tradițiile juridice provenite din dreptul francez și german. În majoritatea jurisdicțiilor de drept civil, instanțele funcționează într-un sistem inquisitorial, în care judecătorii au un rol activ în investigarea cauzei și în administrarea probelor. Sistemele de drept civil se caracterizează prin codificări și statute detaliate, care reprezintă principala sursă de drept, spre deosebire de jurisprudență. Dreptul procesual reglementează modul de funcționare al instanțelor, prin coduri de procedură civilă (pentru litigiile dintre persoane private) și de procedură penală (pentru încălcarea legii penale).
Dreptul comun își are originea în Anglia, după invazia normandă din 1066, când judecătorii regali ai Consiliului Regal au început să călătorească prin regat. Ei au combinat diverse obiceiuri locale într-un set unificat de principii juridice, formând Dreptul Comun. Această tradiție stă la baza sistemelor juridice din Regatul Unit, Statele Unite și alte foste colonii britanice. Instanțele de drept comun funcționează într-un sistem adversarial, în care două părți își prezintă argumentele în fața unui judecător sau a unui juriu imparțial, care decide asupra cauzei. Precedentul judiciar, adică deciziile anterioare ale instanțelor, contribuie la formarea și dezvoltarea dreptului.

### Instanțe internaționale
În ultimele decenii, au apărut instanțe internaționale pentru a soluționa litigii care nu intră în componența instanțelor naționale, precum Curtea Penală Internațională sau Curtea Internațională de Justiție din Haga.

## Instanță administrativă
Instanțele administrative sunt instanțe specializate în dreptul administrativ, în special litigiile privind exercitarea puterii publice. Rolul lor este de a asigura că actele oficiale sunt în conformitate cu legea. De obicei, acestea sunt considerate instanțe separate de cele ordinare.
În Franța, Grecia, Portugalia și Suedia, sistemul are trei niveluri ca sistemul general: instanțe locale, instanțe de apel și o Curte Administrativă Supremă.
Deciziile oficiale contestate în instanțele administrative includ:
- impozitare
- licențe de mediu
- inspecția clădirilor
- custodia copilului
- angajament

Printre țările care au instanțe adminstrative separate se includ: Grecia, Austria, Albania, Finlanda, Suedia, Mongolia, Polonia, Thailanda.

## Instanță comercială
Instanțele comerciale (denumite și instanțe de afaceri) sunt instanțe specializate care soluționează cauze legate de dreptul comercial, litigiile interne dintre entități economice și alte chestiuni care afectează activitatea companiilor. Rolul lor este de a oferi un cadru eficient și competent pentru rezolvarea conflictelor din mediul de afaceri. Instanțele comerciale sunt adesea complementare mecanismelor alternative de soluționare a disputelor, cum ar fi arbitrajul sau medierea dintre entități economice.
În Statele Unite, instanțele comerciale funcționează ca instanțe de fond (de primă instanță) și sunt dedicate, în principal sau exclusiv, judecării litigiilor comerciale între societăți sau a disputelor interne din cadrul acestora. Aceste cauze sunt soluționate de judecători specializați în drept comercial.
În alte țări, instanțele comerciale pot avea o competență mai largă sau mai restrânsă, în funcție de cadrul legislativ național. De exemplu, unele pot include competențe în domenii precum proprietatea intelectuală, brevete sau drept maritim. În anumite state, există instanțe comerciale specializate în soluționarea litigiilor din domeniul tehnologiei sau instanțe comerciale de apel.

## Instanță ecleziastică
Instanțele ecleziastice sunt tribunale bisericești care judecă în materii spirituale sau disciplinare, pe baza dreptului canonic, inculpatul beneficiază de prezumția de nevinovăție. În Evul Mediu, acestea aveau o jurisdicție extinsă, incluzând dreptul familiei, testamente și cazuri de erezie. În Biserica Anglicană, aceste instanțe funcționează în continuare pentru chestiuni legate de proprietăți bisericești și disciplină clericală, conform unor proceduri de tipul dreptului civil. În Statele Unite, Biserica Episcopală are propriile tribunale disciplinare pentru clerici.

### Biserica Catolică
Tribunalele Bisericii Catolice contemporane sunt reglementate de Codul de Drept Canonic din 1983 pentru Biserica Latină (Occidentală) și de Codul Canoanelor Bisericilor Orientale din 1990 pentru Bisericile Catolice Orientale. Tribunalul de primă instanță este judecat de un episcop, dar în practică, acesta deleagă această atribuție unui preot numit vicar judecătoresc. Vicarul judecătoresc trebuie să fie un preot și să aibă un doctorat sau licență în drept canonic. Pentru cazurile penale sau contencioase simple poate judeca un singur judecător. Pentru cazuri mai grave, precum excomunicarea sau desfacerea căsătoriei, este nevoie de un colegiu de cel puțin trei judecători.
Tribunalul de a doua instanță (sau tribunalul de apel) este de regulă judecat de un episcop mitropolitan. Dacă prima și a doua instanță ajung la aceeași concluzie, decizia devine definitivă. Altfel, cauza merge în a treia instanță.

### Biserica Ortodoxă
Multe dintre Bisericile Ortodoxe, precum Biserica Ortodoxă Rusă, au tribunale ecleziastice proprii. Biserica Rusă are o Curte Ecleziastică Generală cu jurisdicție extinsă și o Curte a Consiliului Episcopilor care servește drept ultimă instanță de apel. Pe timpul Imperiului Rus, aceste instanțe judecau cazuri de adulter, incest, blasfemie, bestialitate și cereri de divorț (acceptate doar în caz de adulter).

### Islamul
În unele țări musulmane, instanțele șari’atice au jurisdicție completă (Arabia Saudită, Iran), în timp ce în altele (Egipt, Pakistan) au competențe în materie de familie (căsătorii, moșteniri). Judecătorii (qadi) pronunță sentințe pe baza Coranului. Există și consilii islamice care emit opinii legale, fără caracter obligatoriu.

## Tipuri de instanțe
- Instanță administrativă
- Instanță comercială
- Curte constituțională
- Curte supremă
- Curte de apel
- Curte de casație
- Curte marțială